# Пипа (мера объёма)

Пипа ( англ. pipe: пайп, или butt ← фр. botte) — мера объёма, применяемая к вину и пиву в Северной Америке, Великобритании, а также (в прошлом) в Португалии и Испании. Размер зависит (или зависел) как от местной традиции, так и от вида напитка. Величина пипы вина составляет, согласно разным источникам, от 450 до 486 литров. По поводу пива разные источники сообщают совсем разные цифры, поэтому понять ничего невозможно, кроме того, что объём пипы пива нигде не был равен объёму пипы вина, как и вообще величина всех единиц с одинаковыми названиями.
Согласно роману «Дети капитана Гранта» французского писателя Жюля Верна, пипа — мера объёма жидкости, равная 50 гектолитрам. 1 гектолитр равен 100 литрам. Следовательно, пипа — 5000 литров.

## Величина согласно ЭСБЭ
Пипа (pipa) в Португалии и Испании для вина, в Порту = 534, в Малаге = 566,44, в Аликанте = 485,1, в Барселоне = 482,304 литра.
Новая пипа = 572,491 литра, старая (в Северной Америке) = 476,949 литра. Последнее согласуется с вышеприведёнными сведениями о США. По поводу «новой пипы» возникает подозрение, что Брокгауз с Ефроном умножили величину британского имперского галлона (4,546 л) на количество американских галлонов в пипе (126).